# Nyelvi játékok
A nyelvi játékok olyan – általában társasági – játékok, ahol a játék témája szavak, mondatok, vagy a nyelv egyéb elemei.

## Fajtái
- Anagrammák: a szöveg betűinek felcserélésével új értelmes szöveg készítése
- Palindromok: olyan szövegek, melyek visszafelé olvasva ugyanazt a szöveget eredményezik
- Hasonló szavak: egyező alakú, de össze nem függő szavak (simi a latin similis-ből)
- Scharade: verses feladványok, ahol egy szó részleteit kell a verssorokból kitalálni
- Szómatematika: szavakból elvett vagy hozzáadott betűvel új szavak leírása
- Szóintarzia: a szövegben elrejtett értelmes szavak, mondatok találhatóak
- Csacsipacsi (más néven Nem mindegy): ugyanazon betűsorrend eltérő tagolásával új kifejezések készítése (pl: olykor csaló – oly korcs a ló)
- Eszperente: értelmes mondatok, kizárólag az e magánhangzó felhasználásával (jellegzetesen magyar játék)
- Rosszul összetett szavak: két összetett szó egybeolvasztása, mulatságos hatás kedvéért
- Spoonerizmus: betűfelcserélés két szó között úgy, hogy a végeredmény is értelmes (például „nem mindegy, hogy görbe sörény vagy sörbe görény”), vö. kecskerím
- Tonaludátuszok: idegen nyelvűnek látszó magyar mondatok készítése
- Madárnyelv: A szavak szisztematikus felduzzasztásával nehezebben érthető vagy idegenként hangzó szöveg keletkezik (Tuvudsz ivígy beveszévélnivi?)
- Fanyelv: Minden magánhangzó után F-et teszünk és megismételjük a magánhangzót. (Szia – szifiafa.)
- Usz beszéd: Minden szó után usz-t rakunk. (Sziausz, hogyusz vagyusz?)
- Spanyol konyhanyelv: Levágjuk a szó első betűjét (Amennyiben ez mássalhangzó) és a szó után tesszük, majd a végére egy é-t teszünk. Ha a szó magánhangzóval kezdődik, akkor csak egy é-t rakunk a végére. (Imé anvé? – mi van?)
- Tyúknyelv: Minden szótag elé ko-t teszünk. (Kokekonyekoret koekoszem – kenyeret esz em.)